# Ajlan & Bros.
Ajlan & Bros. (arabisch عجلان وإخوانه, DMG ʿAǧlān wa-Iḫwānuhu) ist ein saudi-arabischer Textilproduzent und -händler mit Hauptsitz in Riad. Das Unternehmen stellt Konfektion für Herren, darunter Unterwäsche, Ghutra und Shemag, für den Markt in Saudi-Arabien und den Golfstaaten her.
Ajlan & Bros. investiert außerdem in Sektoren wie unter anderem Immobilien, Energie und Technologie. 2023 beschäftigte Ajlan & Bros. rund 12.000 Mitarbeitende in über fünfzehn Ländern.

## Geschichte des Unternehmens
Ajlan & Bros. geht auf das Bekleidungsgeschäft „Al-Deira“ in Riad zurück. 1979 gründete der heutige Vorstandsvorsitzende Sheikh Ajlan bin Abdel Aziz Al-Ajlan zusammen mit seinen Brüdern Saad, Muhammad und Fahad das Unternehmen. 1994 wurde es in eine Kapitalgesellschaft umgewandelt. Seit 2005 ist das Unternehmen eine geschlossene Aktiengesellschaft. Der Hauptanteil der Produkte wird in eigenen Fabriken hergestellt, gelagert und an Großhändler und Wiederverkäufer in Saudi-Arabien, V.A.E., Bahrain, Katar und Kuwait vertrieben. In den meisten der GCC-Länder (Gulf Corporation Council) besitzt das Unternehmen ein eigenes Vertriebsnetzwerk und hat Distributoren und Händler im Jemen, in Syrien, in Jordanien, in Libyen und Ägypten.